# August Gratzl
August Josef Adolf Gratzl (17. června 1855 Prešpurk – 27. prosince 1942 Salcburk) byl rakousko-uherský admirál, cestovatel, polárník a spisovatel. Jako absolvent námořní akademie sloužil u c. k. námořnictva od roku 1874. Byl účastníkem dvou vědeckých výprav k ostrovu Jan Mayen (1882–1883, 1892) a později doprovázel následníka trůnu Františka Ferdinanda na cestě kolem světa (1892–1893). V závěru kariéry působil u Hydrografického úřadu v Pule a v roce 1911 byl penzionován v hodnosti kontradmirála.  

## Životopis

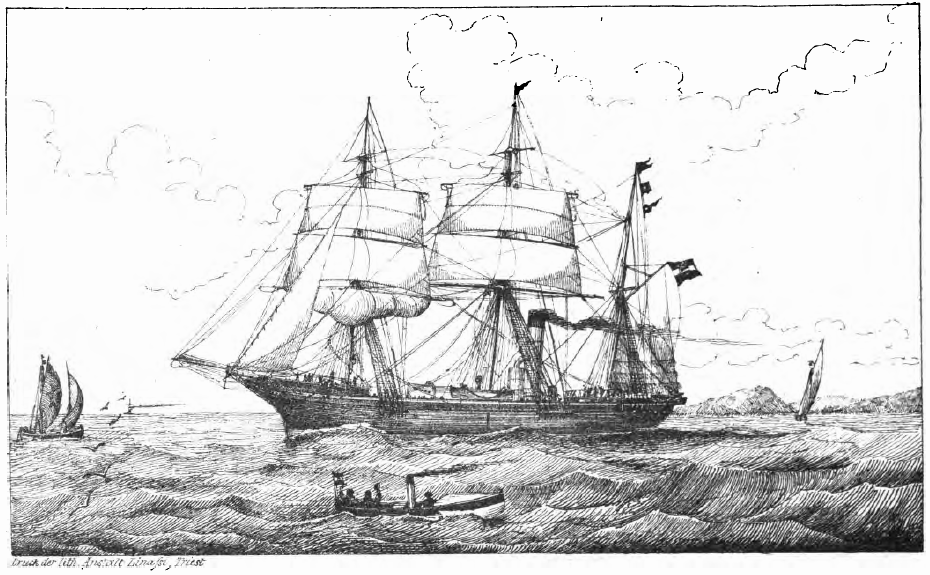
Parník SMS Pola, s nímž August Gratzl absolvoval expedici k ostrovu Jan Mayen (1882–1883)

Narodil se v Prešpurku jako syn magistrátního rady Josefa Gratzla. Ve svém rodišti studoval gymnázium a poté pokračoval na C. k. námořní akademii v Rijece (1870–1874). K námořnictvu vstoupil jako kadet v roce 1874 a další průpravu získal na dělostřelecké cvičné lodi SMS Adria (1875). Poté vystřídal službu na různých lodích, byl také velitelem jednotek námořní pěchoty v Pule a v roce 1878 získal hodnost praporčíka. Koncem roku 1881 se u Hydrografického úřadu v Pule připravoval na chystanou výpravu do oblasti Arktidy. V letech 1882–1883 byl účastníkem polární expedice k ostrovu Jan Mayen na lodi SMS Pola pod velením kapitána Franze Müllera. Tato cesta na rozhraní Grónského a Norského moře trvala jeden rok a významně přispěla ke kartografickému zpracování ostrova, mapové podklady se používaly až do poloviny 20. století.
Po návratu z polární výpravy byl přidělen k námořní sekci na ministerstvu války, kde měl za úkol zpracovat a publikovat výsledky expedice. Postupoval v hodnostech (poručík II. třídy 1885, poručík I. třídy 1888). Jako navigační důstojník na korvetě SMS Fasana kapitána Wohlgemutha absolvoval v letech 1887–1889 cestu na Dálný východ s kadety námořní akademie a v letech 1890–1892 si doplnil vzdělání na Vídeňské univerzitě. V roce 1892 se na francouzské válečné lodi La Manche zúčastnil další výpravy k ostrovu Jan Mayen. V letech 1892–1893 doprovázel arcivévodu Františka Ferdinanda na cestě kolem světa jako navigační důstojník na křižníku SMS Kaiserin Elisabeth. Cesta začala 15. prosince 1892 v Terstu přes Středomoří a Blízký východ do Indie. Další plavba vedla k břehům Austrálie (Sydney) a následně do Číny (Šanghaj, Hongkong) a Japonska (Nagasaki, Jokohama) s audiencí u císaře Mucuhita v Tokiu. V Japonsku se arcivévoda František Ferdinand nalodil na kanadský parník, s nímž odcestoval na další část cesty po severní Americe, zatímco loď SMS Kaiserin Elisabeth se pod velením kapitána Aloise Beckera vrátila přes Indický oceán a Suezský průplav zpět do Evropy.

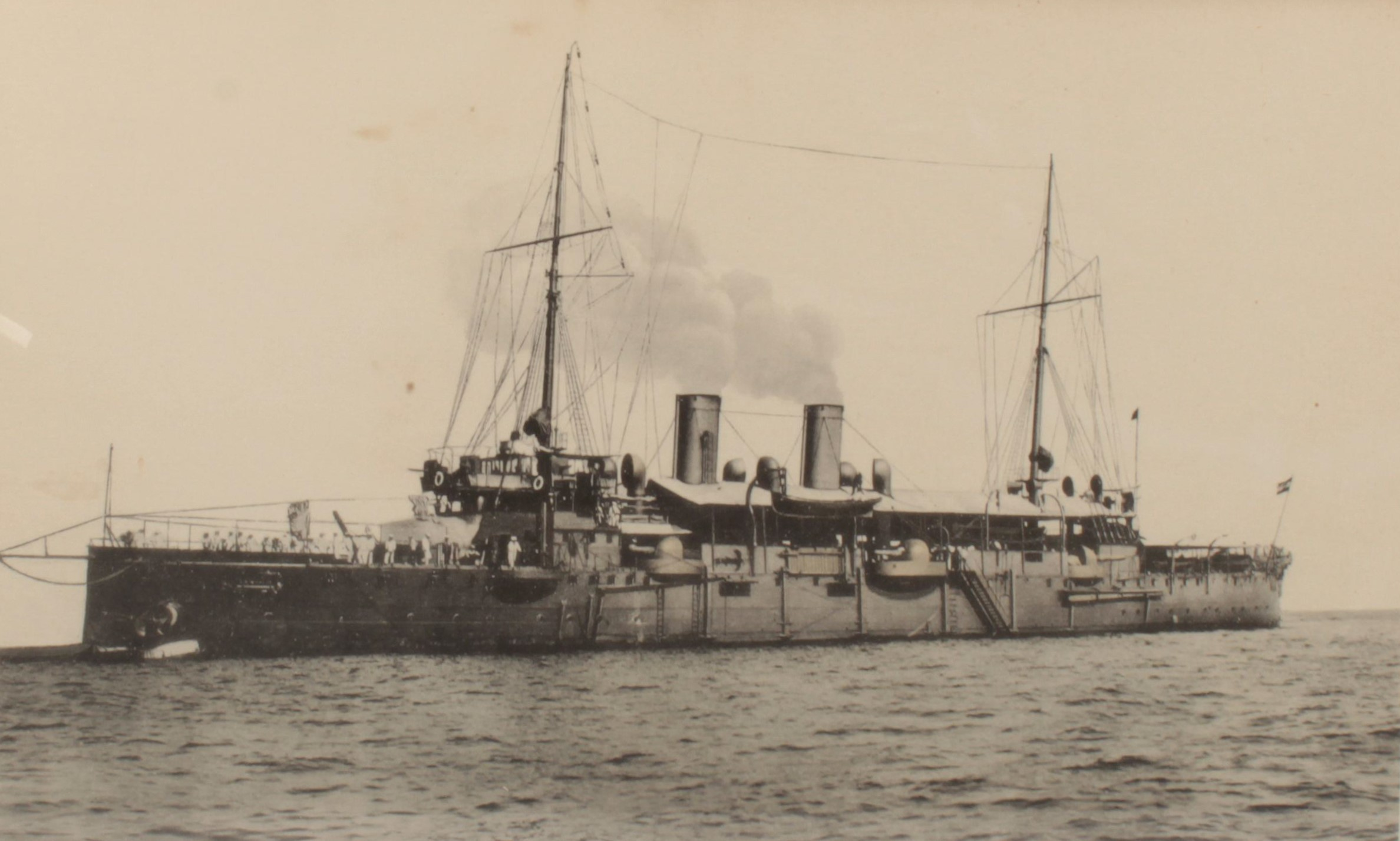
Křižník SMS Kaiserin Elisabeth, na němž August Gratzl doprovázel následníka trůnu Františka Ferdinanda na cestě kolem světa (1892–1893)

Když se vrátil z cesty kolem světa, znovu byl přidělen k prezidiální kanceláři námořní sekce na ministerstvu války a v roce 1896 byl krátce prvním důstojníkem na korvetě SMS Donau. V letech 1894–1897 působil jako pedagog na C. k. námořní akademii a nakonec řadu let strávil jako správce sekce měřících přístrojů u Hydrografického úřadu (Hydrographisches Amt) v Pule (1899-1910). Postupoval v hodnostech (korvetní kapitán 1898, fregatní kapitán 1901, kapitán řadové lodi 1905). K datu 1. května 1911 byl ze zdravotních důvodů penzionován a při té příležitosti obdržel hodnost kontradmirála.
Po odchodu do výslužby zůstal aktivní ve veřejném životě jako člen Rakouské společnosti pro podporu lodní dopravy (Österreichischer Flottenverein) (1912). Již od roku 1883 byl korespondenčním členem C. k. zeměpisné společnosti ve Vídni a jako autor nebo spoluautor publikoval několik prací s poznatky ze svých cest do Arktidy (Magnetische Beobachtungen auf Jan Mayen (1882–1883); Vídeň, 1887, Besuch des Inseln Jan Mayen und Spitzbergen im Sommer 1892; Vídeň, 1893). Jako námořní důstojník na penzi žil v Gorici, později ve Štýrském Hradci, zemřel 27. prosince 1942 ve věku 87 let v Salcburku, kde byl také pochován na městském hřbitově. 

## Řády a vyznamenání
Během služby u námořnictva se stal nositelem několika ocenění v Rakousku-Uhersku i v zahraničí.

### Rakousko-Uhersko
- rytířský kříž Řádu Františka Josefa (1883)
- Řád železné koruny III. třídy (1893)
- Medaile za námořní plavbu 1892/1893 (1894)
- Jubilejní pamětní medaile (1898)
- Služební odznak pro důstojníky III. třídy (1899)
- Vojenský jubilejní kříž (1908)
- Vojenská záslužná medaile (1911)

### Zahraničí
- Řád bílého slona IV. třídy (1891, Siam)
- rytíř Řádu čestné legie (1894, Francie)
- Řád vycházejícího slunce IV. třídy (1896, Japonsko)